# Didi Senft

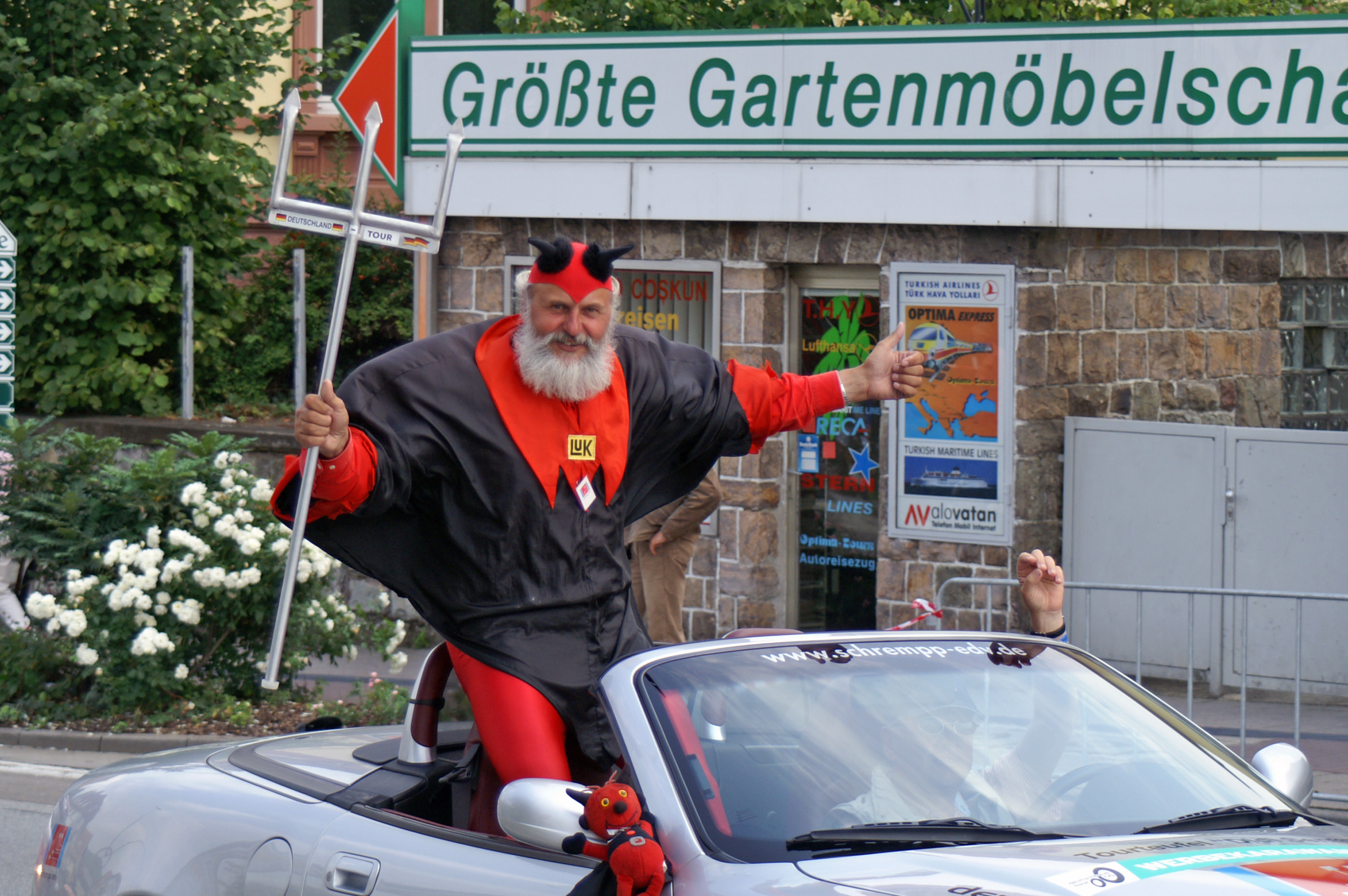
Didi Senft durante a Volta a Alemanha de 2005.

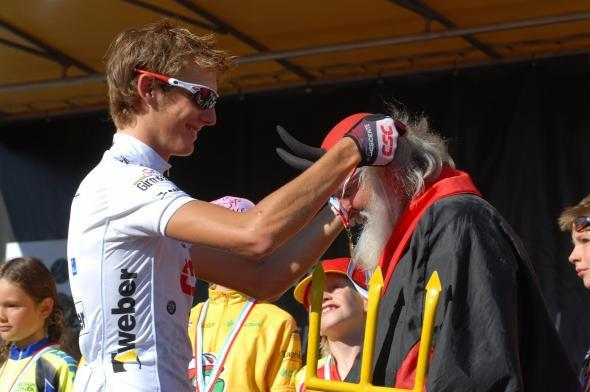
Didi Senft, com Andy Schleck.

Dieter "Didi" Senft (Reichenwalde, 7 de fevereiro de 1952) é um desenhador de bicicletas e inventor alemão, mais conhecido por suas actuações como animador e seguidor nas competições das Grandes Voltas de ciclismo, nas que aparecia disfarçado de diabo.
Durante a sua juventude, Senft foi um ciclista que disputou várias competições e corridas na Alemanha Oriental. Mais tarde passou a desenhar modelos de bicicletas, muitos deles curiosos ou pouco usuais. Dirige um museu na cidade de Storkow com mais de 120 modelos em exibição. A colecção inclui o maior tandem criado, de 6 metros de longitude, ou a bicicleta maior do mundo (7.80 metros), presentes no Livro Guinness dos Recordes.
No entanto, Senft é mais conhecido por seus aparecimentos no Tour de France e outras voltas ciclísticas, onde animava os ciclistas disfarçado de diabo com um tridente. Esteve presente a ronda estreia desde 1993 até 2014, e também apareceu em outras competições como o Giro d'Italia, a Vuelta a España ou a Volta a Alemanha. Por isso, alguns meios de comunicação lhe apelidam O Diabo do Tour ou O Diabo a secas.
Depois de mais de 20 anos encarnando este personagem, em novembro de 2014 anunciou que não apareceria mais nas corridas. A idade, sua saúde e a falta de dinheiro para costear-se as viagens foram os motivos de sua retirada.